# Abraham van Calraet
Abraham van Calraet (anche van Kalraat) (Dordrecht, 12 ottobre 1642 – 11 giugno 1722) è stato un pittore olandese.

## Biografia

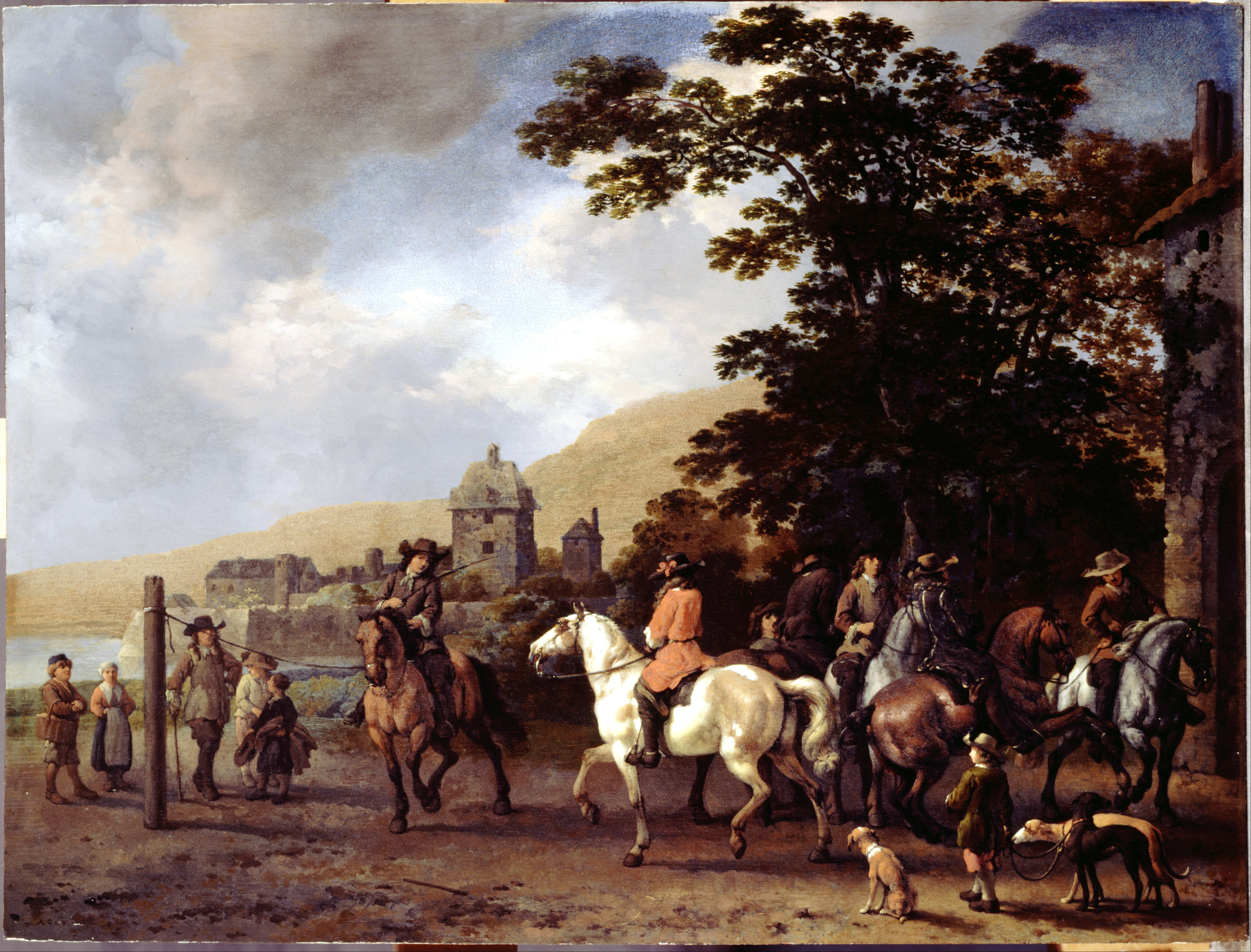
Scuola di equitazione, Dulwich Picture Gallery

Pittore di paesaggi, nature morte e ritratti, si rivela essenzialmente fedele continuatore di Aelbert Cuyp, di cui fu probabilmente allievo, nonché di Philips Wouwerman. Molto istruttivi a questo proposito i suoi Interni di scuderia, di cui un esempio è conservato a Londra alla National Gallery.
Lo si è a lungo confuso con Aelbert Cuyp, in particolare come pittore di animali, tanto più che le iniziali A. C. con le quali si firmava, potevano prestarsi a confusione; numerosi esempi di tali erronee assimilazioni, oggi corrette, si trovano a Londra (National Gallery e Wallace Collection) e nei musei di Rotterdam e di Amsterdam.